# 巴克敦 (加利福尼亞州)
巴克敦（英語：Bucktown）是位於美國加利福尼亞州索拉諾縣的一個非建制地區。該地的面積和人口皆未知。

## 地理
巴克敦的座標為38°23′27″N 122°01′27″W / 38.39083°N 122.02417°W，而該地的平均海拔高度為86米（即282英尺）。